# Argentina International 2018
Die Argentina International 2018 im Badminton fanden vom 5. bis zum 8. April 2018 in Buenos Aires statt.

## Sieger und Platzierte
| Disziplin    | Gold                                       | Silber                        | Bronze                          |
| ------------ | ------------------------------------------ | ----------------------------- | ------------------------------- |
| Herreneinzel | Fabrício Farias                            | Giovanni Toti                 | Ricky Liuzhou                   |
| Herreneinzel | Fabrício Farias                            | Giovanni Toti                 | Christopher Martínez            |
| Dameneinzel  | Jaqueline Lima                             | Ruhi Raju                     | Barbara Maria Berruezo          |
| Dameneinzel  | Jaqueline Lima                             | Ruhi Raju                     | Camila Macaya                   |
| Herrendoppel | Enrico Baroni Giovanni Toti                | Mateo Delmastro Federico Díaz | Dino Delmastro Serafín Zayas    |
| Herrendoppel | Enrico Baroni Giovanni Toti                | Mateo Delmastro Federico Díaz | Jon Cigorraga Matias Teitelbaum |
| Damendoppel  | Florencia Bernatene Barbara Maria Berruezo | Iona Gualdi Ailen Oliva       | Lara Gallardo Marilyn Romero    |
| Damendoppel  | Florencia Bernatene Barbara Maria Berruezo | Iona Gualdi Ailen Oliva       | Yovella Petrucci Micaela Suárez |
| Mixed        | Fabrício Farias Jaqueline Lima             | Ricky Liuzhou Angela Zhang    | Alonso Medel Camila Macaya      |
| Mixed        | Fabrício Farias Jaqueline Lima             | Ricky Liuzhou Angela Zhang    | Nicolas Oliva Ailen Oliva       |